# CZ G-2000
Le CZ G-2000 est un pistolet semi-automatique tchèque datant des années 2000. Echec commercial dans l'UE, au Canada et aux USA, il est néanmoins en service dans l'Armée vénézuélienne sous la forme du Pistolet Zamorana.

## Histoire
Le pistolet est apparu pour la première fois en 1999 grâce à la société Arms Moravia lors de tests d'armes pour la police tchèque . Ce n'est toutefois qu'à l'occasion de l'exposition internationale IDEX-99 que ce projet a été dévoilé au grand public. Il a été vendu sur le marché commercial européen entre 1999 et 2005, avant de disparaître du marché sans plus de détails.

## Description technique
La carcasse-poignée est en matériau composite. La glissière enveloppante est en acier usiné avec des rainures de préhension à l'avant et à l'arrière. L'arme fonctionne par court recul du canon, elle possède une platine à simple et double action et elle est munie d'un levier de désarmement. En fin de chargeur, la glissière reste en position arrière.

## Avantages
Ils sont identiques à ceux du Pistolet Zamorana :
- Ce pistolet est considéré comme une arme fiable et de grande précision.
- Il a une portée de 50 mètres avec un grand chargeur[2].
- Facile à manipuler, porter et démonter en des conditions extrêmes.
- Possède un mécanisme de sécurité composé d'un levier qui permet de désarmer le marteau avec munition dans la chambre sans risque.

## Dans la culture populaire
En 2004, le G-2000 apparût dans 2 jeux vidéos :
- Hitman: Contracts
- Shadow Ops: Red Mercury